# Yin Fu
Yin Fu (尹福) (China, Zhang Huai, 1840 - China,  28 de junho de 1909) foi um mestre de Bagua Zhang criador do Bagua Zhang estilo Yin. Foi discípulo do Mestre Dong Haichuan, representando a segunda geração desta arte marcial.
Yin Fu foi um dos primeiros discípulos de Dong durante o período que trabalhou no palácio do Príncipe Duan. O grande desenvolvimento das habilidades marciais de Yin Fu nos anos seguintes, mereceu a admiração de Duan, que permitiu que também integrasse a guarda de segurança real. Com a aposentadoria do Mestre Dong Hai, Yin assumiu a supervisão da guarda de segurança, trabalhando para o Imperador na Cidade Proibida. Também ensinou sua prática em Beijing durante muitos anos.
O Bagua Zhang estilo Yin é composto por oito seções, cada uma delas dividida em 8 palmas. As 64 mutações de palmas são praticadas andando em círculo.
Entre seus discípulos de maior destaque podem ser citados: Ma Gui, Li Yongqing, He Jingkui, Cui Zhendong, Gong Baotian, Yang Zunfang, Men Baozhen, e seu filho, Yin Yuzhang.